# 小林市立細野中学校
小林市立細野中学校（こばやししりつ ほそのちゅうがっこう）は、宮崎県小林市細野にある公立の中学校。

## 概要
歴史
1947年（昭和22年）の学制改革により、新制中学校として創立。現校名となったのは1950年（昭和25年）。2022年（令和4年）に創立75周年を迎えた。
校章
中央に「中」の文字を配している。
校歌
1953年（昭和28年）制定。作詞は黒木清次、作曲は海老原直による。歌詞は3番まであり、3番の歌詞中に校名の「細野中」が登場する。
校区
- 小林市立細野小学校区
- 小林市立幸ヶ丘小学校区の一部（南ヶ丘）[1]

## 沿革
- 1947年（昭和22年）- 学制改革が行われる（六・三制の実施）。
  - 4月1日 - 国民学校の初等科が、新制小学校「小林町立細野小学校」に改組・改称。
  - 4月30日 - 新制中学校の設置が認可される。
  - 5月8日 - 国民学校の高等科は、青年学校の普通科とともに、新制中学校「小林町立細野中学校」に改組・改称。生徒数186名。小林町内中学校6校の合同開校式が小林町立小林小学校で開催される。
  - 10月1日 - 父母と先生の会が発足。
- 1949年（昭和24年）
  - 4月 - 第一校舎（6教室）が完成。生徒数355名、9学級。3教室不足の為、84名を小林町立小林中学校に委託。　　　　　
  - 9月 - 第二校舎（2教室）が完成。小林中学校に委託していた84名が復帰。
- 1950年（昭和25年）4月1日 - 小林市の発足（小林町の市制施行）により、「小林市立細野中学校」（現校名）に改称。
- 1953年（昭和28年）
  - 1月1日 - 校旗を制定。
  - 12月23日 - 校歌を制定。
- 1958年（昭和33年）10月 - 学校給食（D型／牛乳のみ）を開始。
- 1960年（昭和35年）8月 - 第三校舎1棟（2教室）が完成。
- 1961年（昭和36年）1月 - 女子制服を制定。
- 1964年（昭和39年）3月 - 技術室が完成。
- 1966年（昭和41年）3月 - 体育館が完成。
- 1968年（昭和43年）
  - 2月21日 - えびの地震により、体育館側壁にひびが入る。
  - 12月 - 第1回校内文化祭を開催。
- 1969年（昭和44年）12月 - 家庭科室が完成。
- 1971年（昭和46年）
  - 9月 - 吹奏楽部が発足。
  - 10月 - プールが完成。
- 1972年（昭和47年）
  - 2月 - 鉄筋コンクリート造中校舎（3教室）が完成。
  - 4月 - 新入生女子の制服をセーラー服に改定。
- 1973年（昭和48年）2月 - 鉄筋管理棟校舎が完成。
- 1974年（昭和49年）4月 - 運動場を全面芝緑化する。
- 1976年（昭和51年）
  - 4月 - 教育後援会が発足。
  - 7月 - 家庭教育学級を開設。
- 1977年（昭和52年）3月 - 鉄筋校舎（第二棟）が完成。
- 1979年（昭和54年）3月 - 隣接地に小林市細野地区体育館が完成。
- 1980年（昭和55年）2月 - 第1回立志式を開催。
- 1983年（昭和58年）2月 -  新校舎（中校舎）が完成。
- 1985年（昭和60年）12月 - 弓道場的場が完成。
- 1987年（昭和62年）2月 -  新校舎（南校舎）が完成。
- 1996年（平成8年）- 男子生徒の長髪を解禁。
- 1997年（平成9年）4月 - 小林市内全中学校で完全給食を開始。
- 1998年（平成10年）2月 - 創立50周年記念式典を挙行。
- 2009年（平成21年）4月1日 - 小中一貫教育を実施。

## 交通アクセス
最寄りの鉄道駅
- JR九州 吉都線「小林駅」

最寄りのバス停
- 小林市コミュニティバスのりやいバスおうらい 「牧場」停留所

最寄りの幹線道路
- 宮崎県道104号霧島公園小林線

## 周辺
- 小林市細野地区体育館（中学校の体育館とは別）
- 小林警察署細野警察官駐在所
- 小林市立細野小学校